# Sporýšovité
Sporýšovité (Verbenaceae) je velká čeleď vyšších dvouděložných rostlin z řádu hluchavkotvaré (Lamiales). Čeleď zahrnuje téměř 1000 druhů ve 32 rodech a je rozšířena po celém světě. V české květeně je zastoupena pouze sporýšem lékařským. Některé druhy jsou využívány jako okrasné nebo léčivé rostliny.

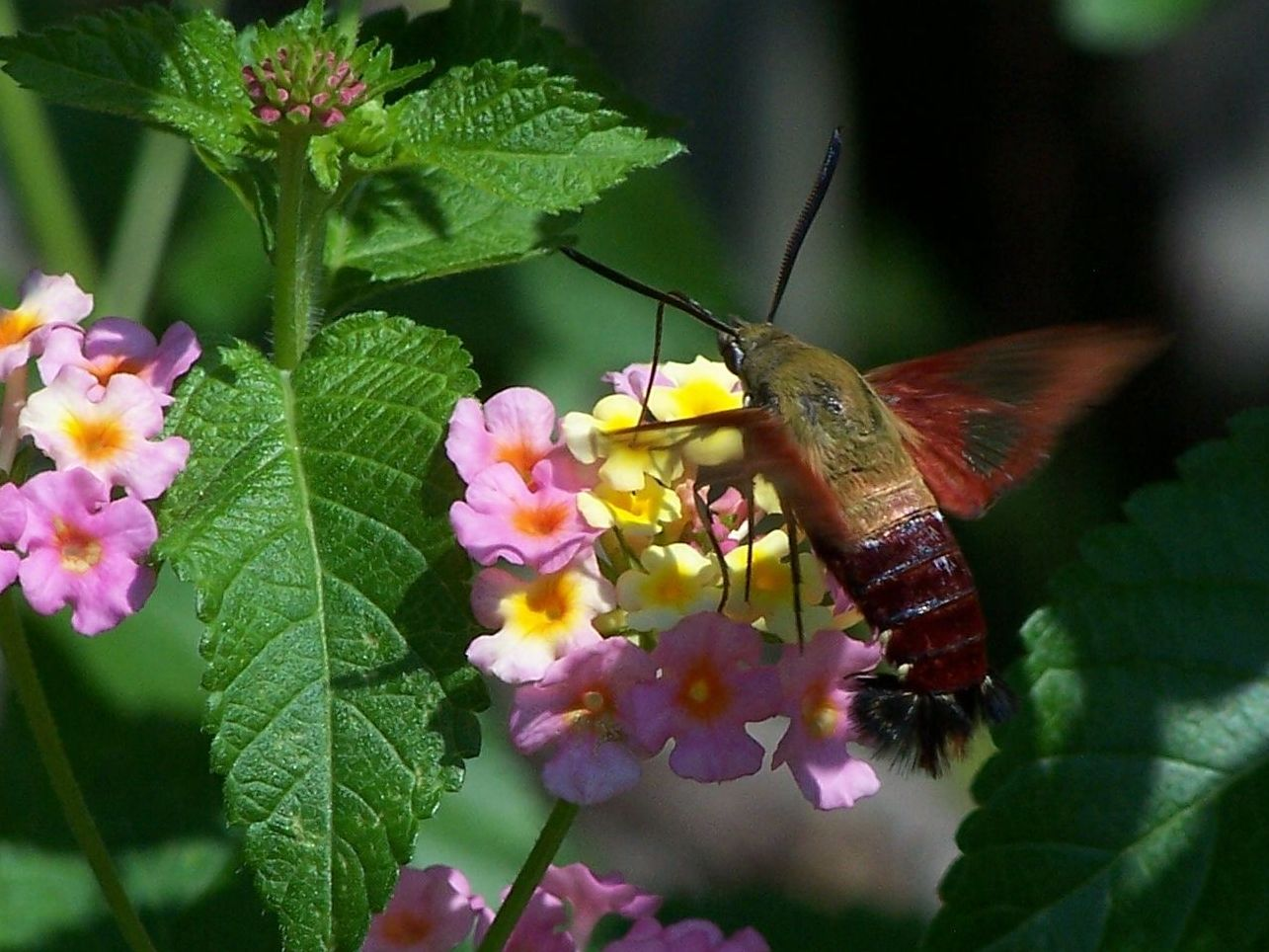
Lišaj Hemaris thysbe, opylující květy libory měnivé (Lantana camara)

## Popis
Sporýšovité jsou byliny, keře, stromy i liány. Stonky jsou často čtyřhranné. Někdy mají rostliny trny nebo ostny. Odění je z jednoduchých nebo žlaznatých chlupů. Listy jsou vstřícné, případně přeslenité, se zpeřenou žilnatinou a bez palistů. Čepel listů je celokrajná nebo zubatá.
Květenství jsou úžlabní nebo vrcholová, nejčastěji hrozny, klasy nebo hlávky. Květy jsou téměř pravidelné, oboupohlavné, většinou pětičetné. Kalich je trubkovitý nebo zvonkovitý, vytrvalý a někdy za plodu zvětšený. Koruna je lehce dvoupyská, z 5 lístků, s korunní trubkou. Někdy jsou 2 horní korunní plátky srostlé. Tyčinky jsou 4, dvoumocné, přirostlé ke koruně. Semeník je svrchní, srostlý ze 2 plodolistů, dvoupouzdrý, někdy zdánlivě čtyřpouzdrý vlivem vývinu falešných přehrádek. Čnělka je jediná, na vrcholu s dvoulaločnou bliznou. V každém plodolistu jsou 2 vajíčka. Plodem je peckovice se 2 až 4 semeny nebo tvrdka rozpadající se na 4 oříšky. Semena jsou bez endospermu.

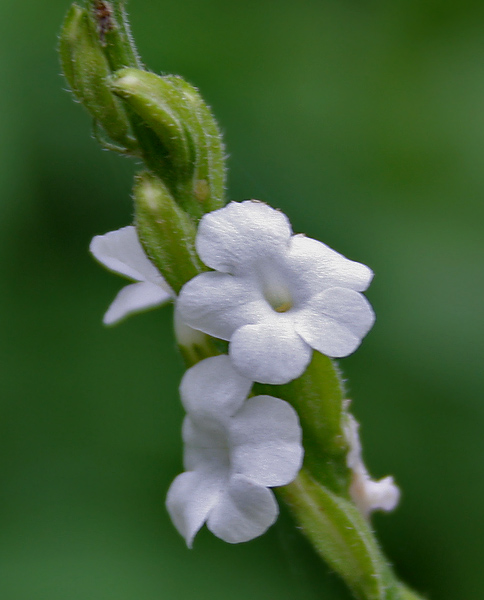
Priva cordifolia
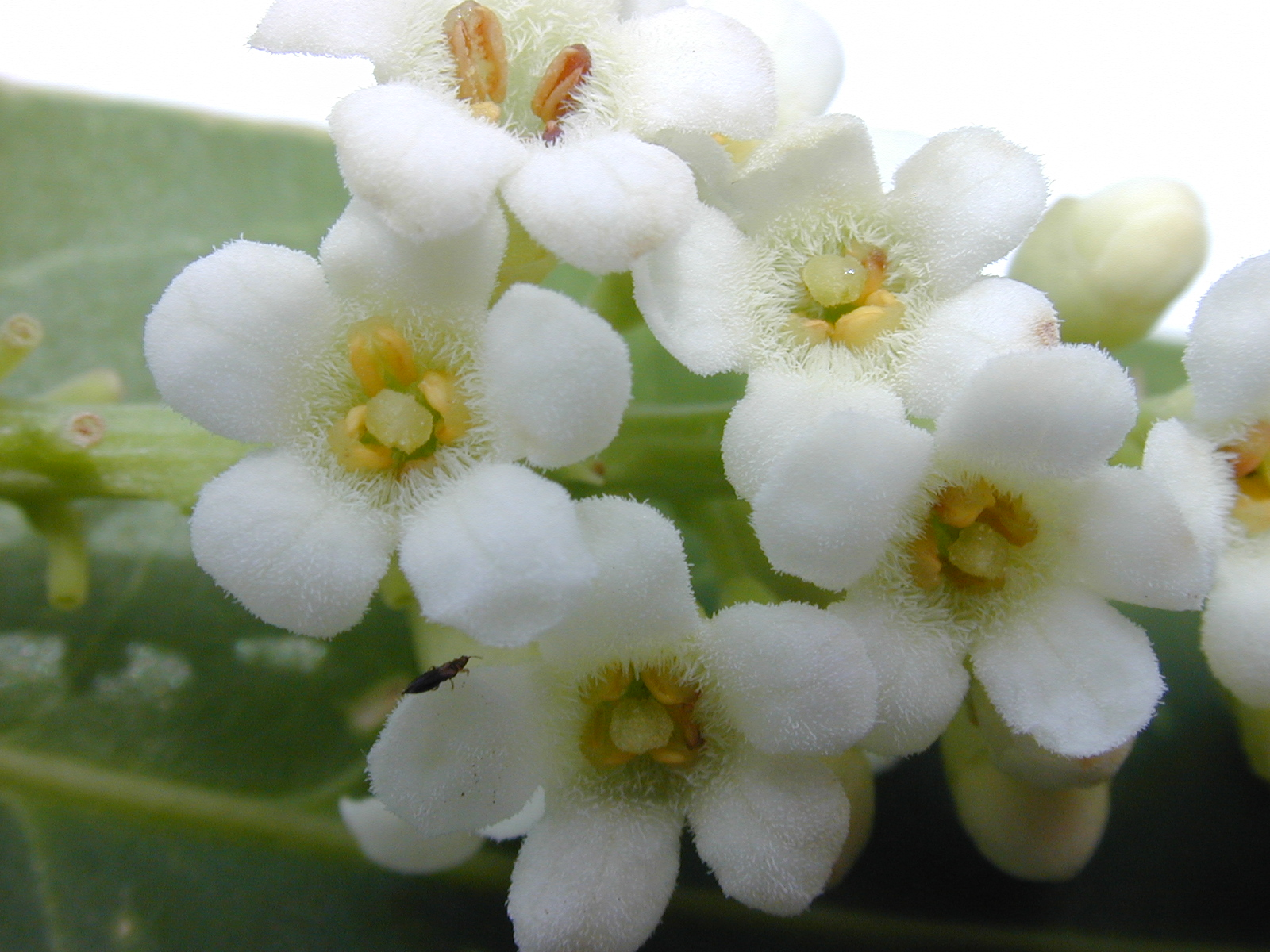
Květy houselníku Citharexylum caudatum
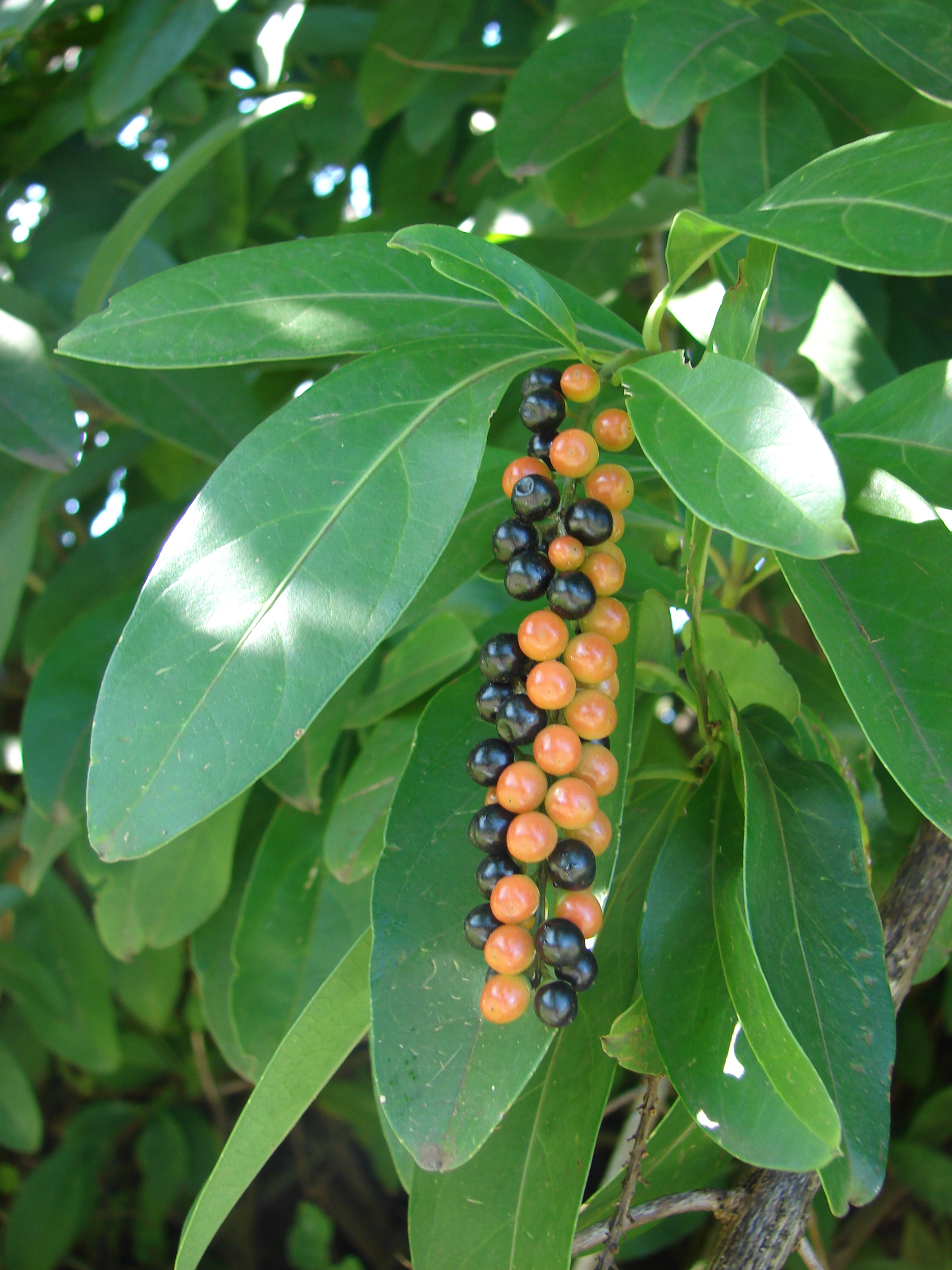
Plodenství houselníku Citharexylum caudatum
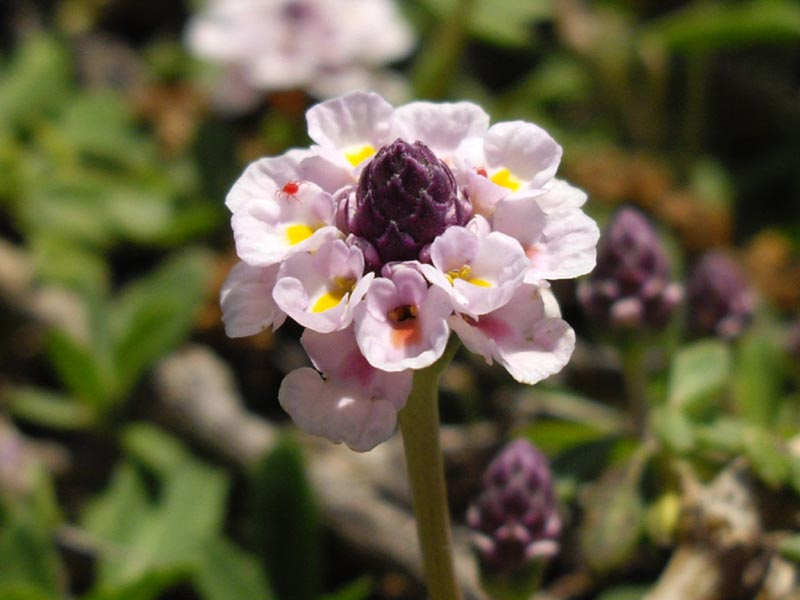
Phyla nodiflora

Květy sporýšovitých jsou opylovány nejčastěji včelami, vosami a mouchami. Samoopylení je zabráněno tím, že tyčinky dozrávají dříve než blizna (protandrie). Květy rodu Rhaphithamnus jsou opylovány kolibříky.
Semena z dužnatých plodů jsou šířena ptáky. Suché oříšky jsou srostlé s vytrvalým kalichem a jsou šířeny nejčastěji větrem či vodou, zřídka i na srsti zvířat (např. Priva lappulacea).

## Rozšíření
Čeleď sporýšovité zahrnuje v dnešním pojetí asi 920 druhů ve 32 rodech. Největší rody jsou sporýš (Verbena, asi 300 druhů), vratiklas (Stachytarpheta, 130), houselník (Citharexylum, 130), lipie (Lippia, 120) a libora (Lantana, 100 druhů). Sporýšovité se vyskytují po celém světě, nejvíce druhů je v jižní části Jižní Ameriky.
V květeně ČR je původní jediný druh, sporýš lékařský (Verbena officinalis).
V Evropě jsou domácí 2 druhy sporýšů, mimo domácího sporýše lékařského roste ve Středomoří ještě nízký poléhavý sporýš Verbena supina. Občas bývají zavlékány nebo zplaňují některé další druhy sporýšů a také některé druhy rodu lipie (Lippia).

## Obsahové látky
Charakteristickými obsahovými látkami jsou iridoidy a fenolické glykosidy.
Libora měnivá (Lantana camara) obsahuje triterpenoidy zvané lantadeny, způsobující forosenzitivitu a poškození jater a ledvin, a alkaloid lantanin s antimikrobiální aktivitou.

## Taxonomie
V dřívější morfologické taxonomii byla čeleď sporýšovité vymezena proti čeledi hluchavkovité (Lamiaceae) především pozicí čnělky. Ta je u sporýšovitých terminální (umístěná na vrcholu semeníku), zatímco u hluchavkovitých gynobazická (vyrůstající z hluboce laločnatého semeníku). Molekulárními studiemi však bylo zjištěno, že čeleď sporýšovité je v tomto systému parafyletická, zatímco hluchavkovité jsou polyfyletické. Následně byly téměř 2/3 rodů přesunuty ze sporýšovitých do hluchavkovitých a toto morfologické rozlišení pozbylo platnosti.
Do sporýšovitých, případně do samostatné čeledi byl dříve řazen též mangrovový rod Avicennia. V dnešním systému je součástí čeledi paznehtníkovité (Acanthaceae).
V současném pojetí je čeleď sporýšovité členěna na 8 podčeledí:
- Petreeae – 71 druhů ve 12 rodech, tropická Amerika
- Duranteae – 192 druhů v 6 rodech, Amerika od USA po Argentinu, Afrika až Indie (Stachytarpheta aj.)
- Casselieae – 14 druhů ve 3 rodech, Mexiko až Argentina
- Citharexyleae – 135 druhů ve 3 rodech, j. USA až Argentina (Citharexylum aj.)
- Priveae – 71 druhů ve 21 rodech, tropy a teplé oblasti mírného pásu
- Neospartoneae – 6 druhů ve 3 rodech, jih Jižní Ameriky
- Verbeneae – 160 druhů ve 4 rodech, hlavně Amerika, i v Africe a Eurasii
- Lantaneae – 275 druhů v 9 rodech, hlavně Amerika (Lippia, Lantana aj.)[2]

## Zástupci
- duranta (Duranta)
- houselník (Citharexylum)
- libora (Lantana)
- lipie (Lippia)
- petrea (Petrea)
- sporýš (Verbena, Glandularia)
- tamonea (Tamonea)
- vratiklas (Stachytarpheta)[7]

## Význam
Sporýšovité jsou využívány především jako léčivé a okrasné rostliny. Z některých druhů jsou získávány silice.

### Léčivé rostliny
Sporýš lékařský je využíván v domácí lidové medicíně při bolestech hlavy, k detoxikaci a na nehojící se rány, zlepšuje trávení, dezinfikuje střeva, zvyšuje sekreci mateřského mléka a působí močopudně.
Aloisie citronová (Aloysia citriodora, syn. Lippia citriodora, Lippia triphylla), známá jako citronová verbena, se pěstuje hlavně v severní Africe. Používá se jako spazmolytikum, stomatikum, na dýchací potíže a proti střevním parazitům. Občas se pěstuje i v ČR jako pokojová rostlina s vonnými listy, je používána na bylinné čaje a také jako zdroj vonných olejů.
Čaj z listů vratiklasu Stachytarpheta jamaicensis je v lidové medicíně tropické Ameriky využíván proti střevním parazitům, jako dávidlo, při léčení kožních nemocí, bronchitidy aj.
Bylina Lippia graveolens se pěstuje ve Střední Americe, kde je využívána jako koření obdobné oregánu.
Plody duranty (Duranta erecta, syn. D. plumieri) obsahují alkaloid blízký narkotinu a hubící larvy komárů. V některých částech Mexika se tyto plody používají proti horečce. Odvar z listů libory Lantana armata je v Amazonii tradiční léčivo při bolestech končetin, průjmech aj.

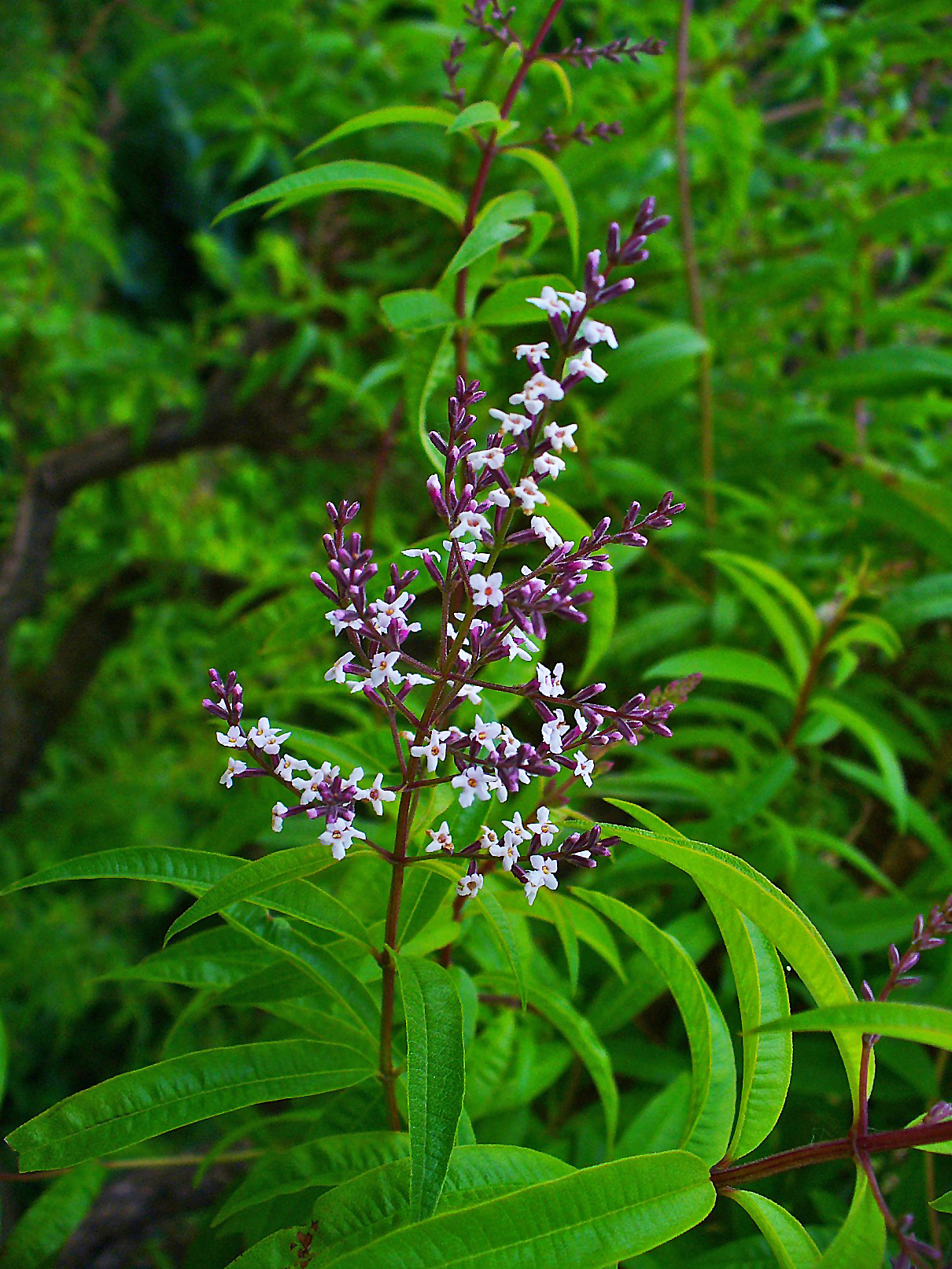
Aloysia citrodora
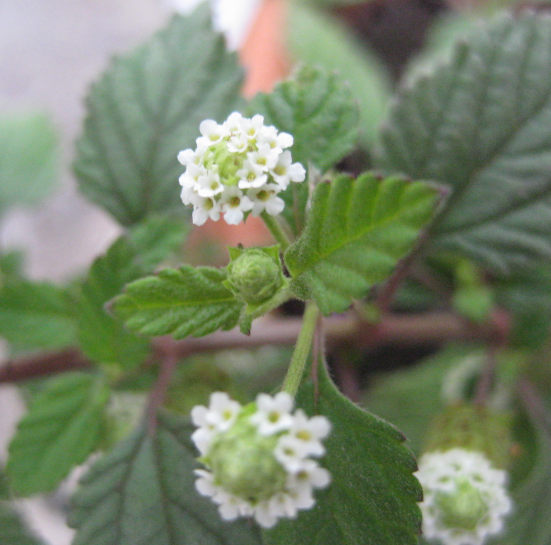
Lipie Lippia dulcis
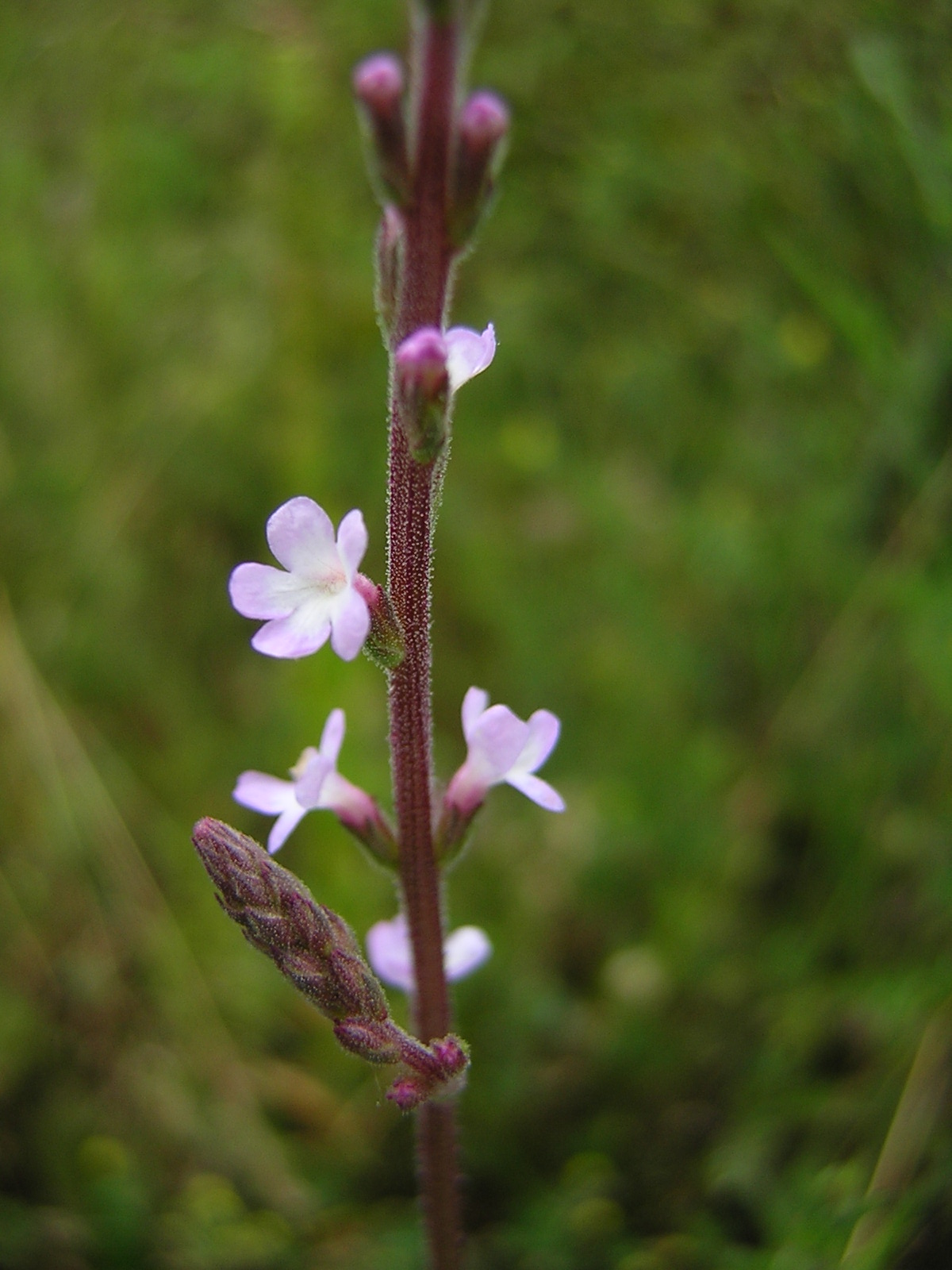
Sporýš lékařský (Verbena officinalis)
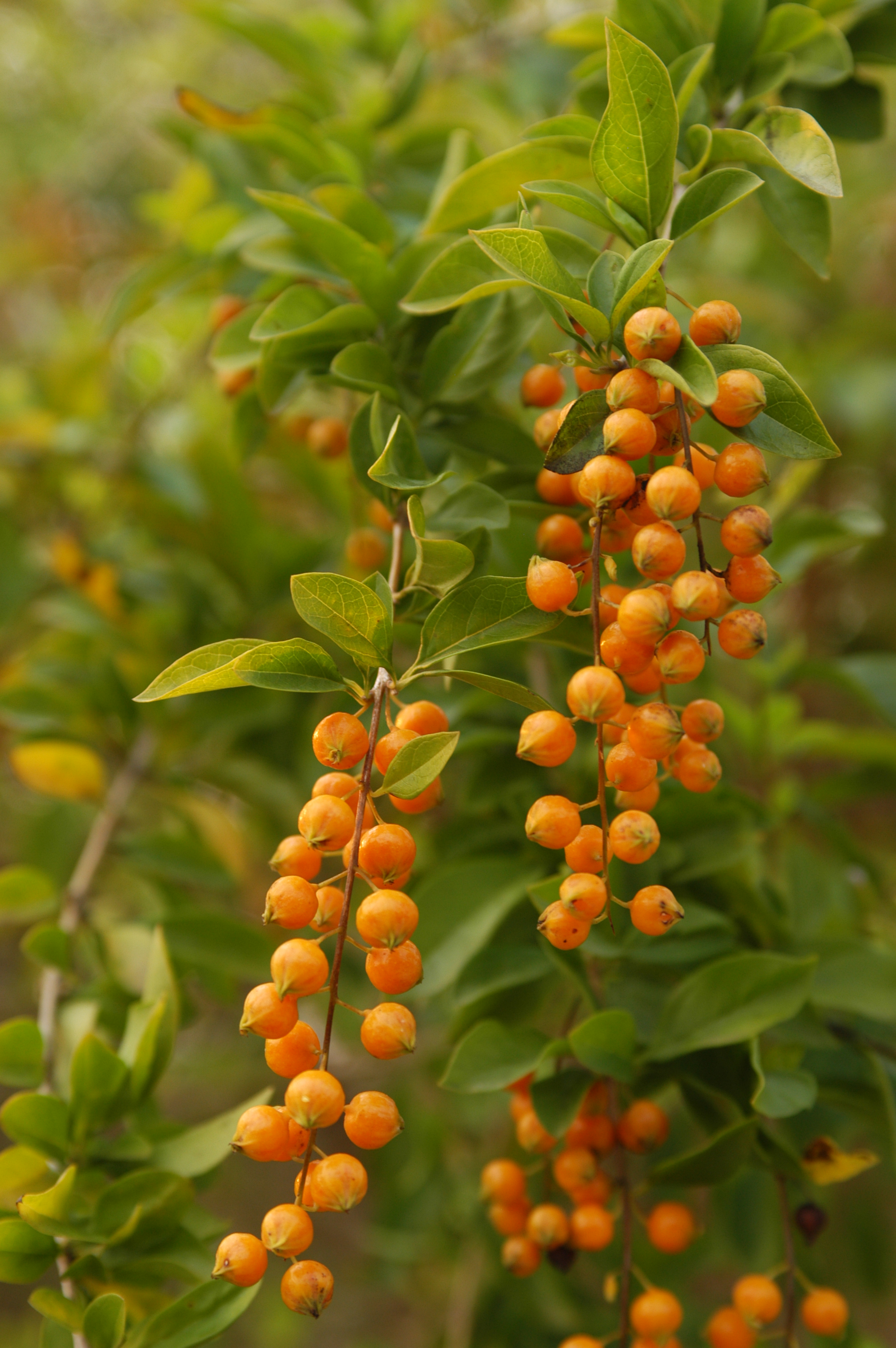
Plody duranty Duranta erecta
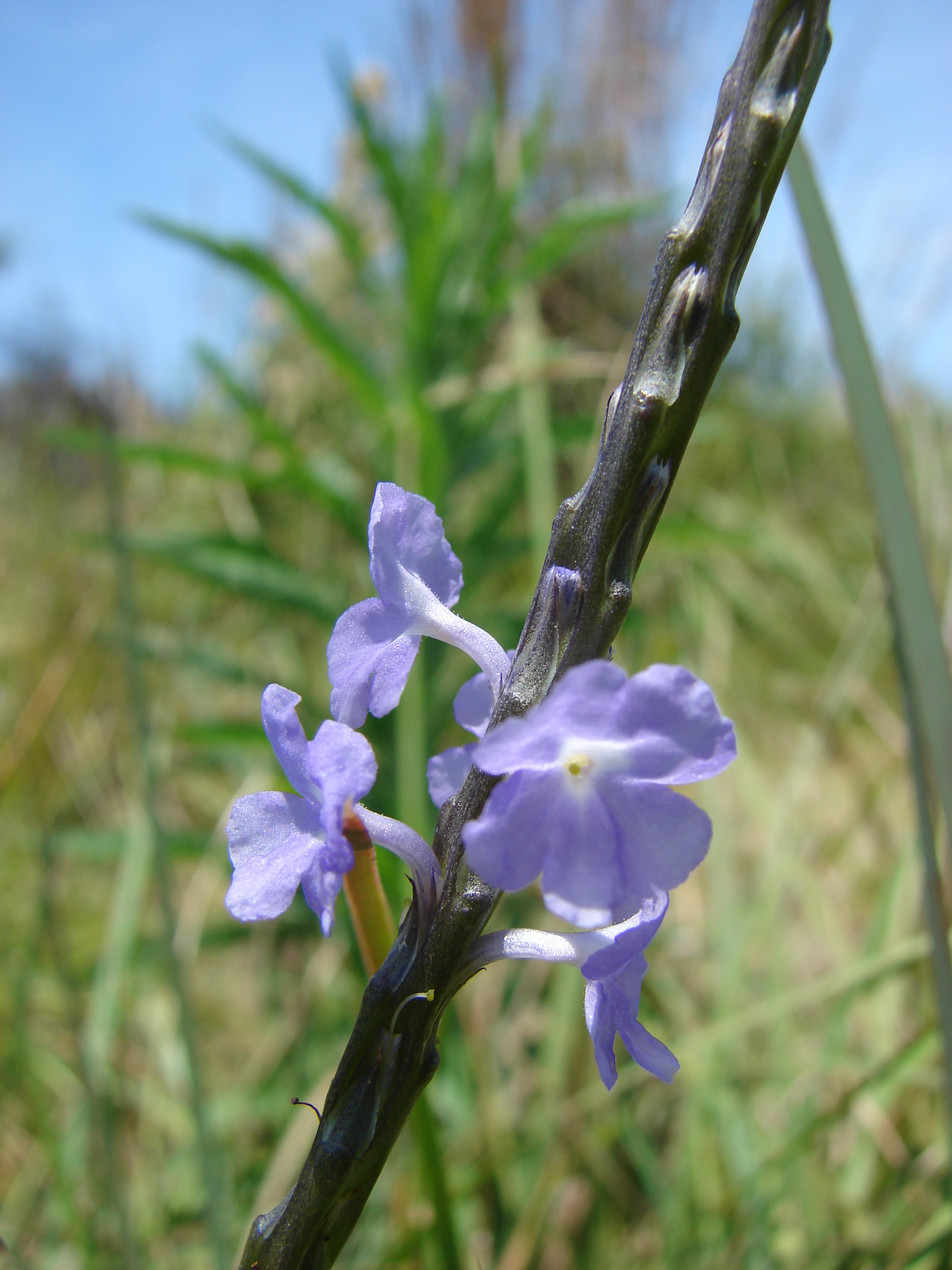
Květenství vratiklasu Stachytarpheta jamaicensis

### Okrasné rostliny

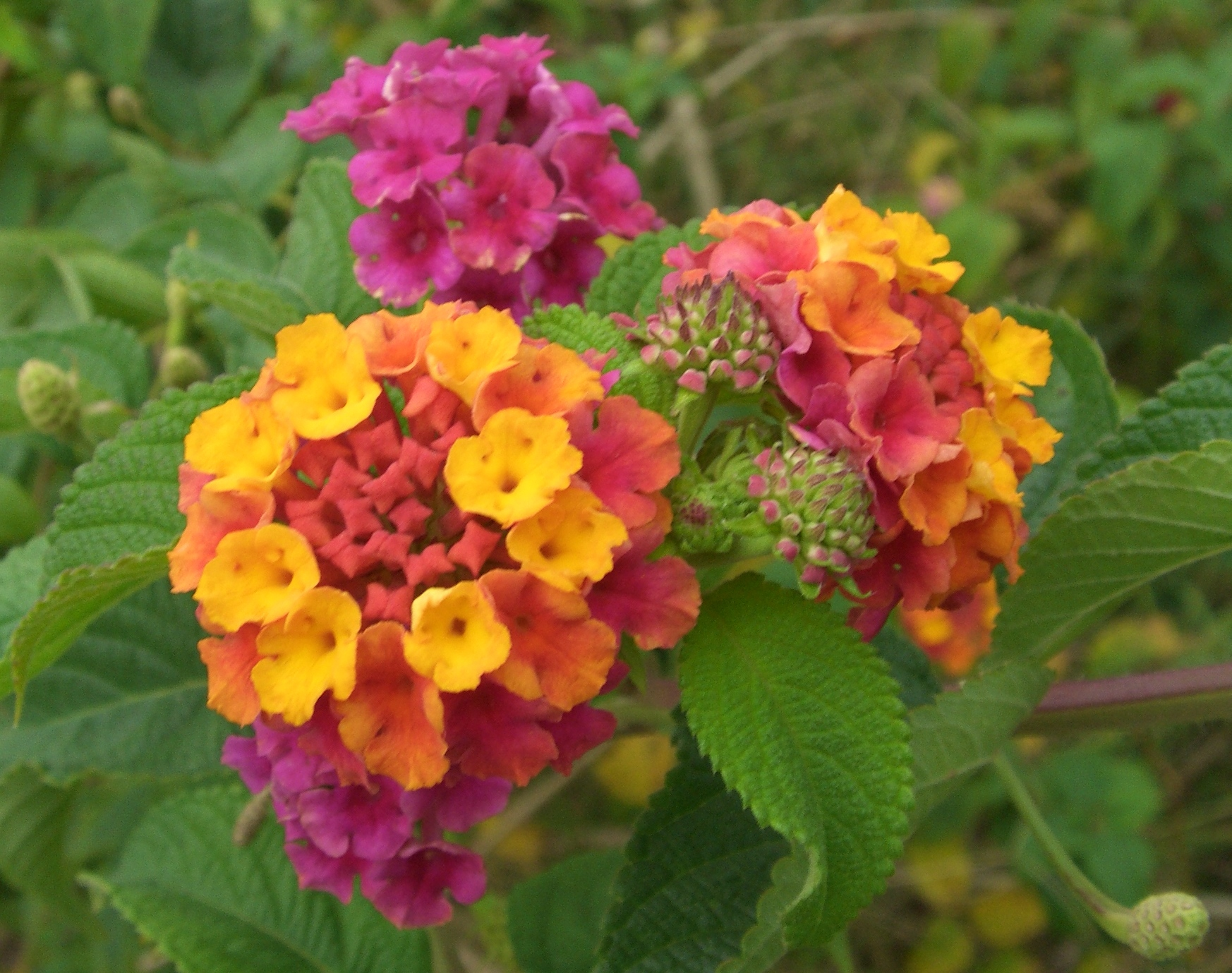
Libora měnivá (Lantana camara)

Jako okrasné trvalky či skalničky jsou pěstovány různé druhy rodů sporýš (Verbena) a Glandularia, nazývané často prostě 'verbeny'. Z teplomilných okrasných rostlin jsou pěstovány zejména duranta (Duranta), libora (Lantana), petrea ovíjivá (Petrea volubilis) a vratiklas (Stachytarpheta).
Libora měnivá (Lantana camara) pochází z tropické Ameriky. Rostlina je zajímavá svými květy, které postupně mění barvu od žluté přes červenou po fialovorůžovou. Dnes roste zplaněná v mnohých teplých oblastech, např. v Indii.

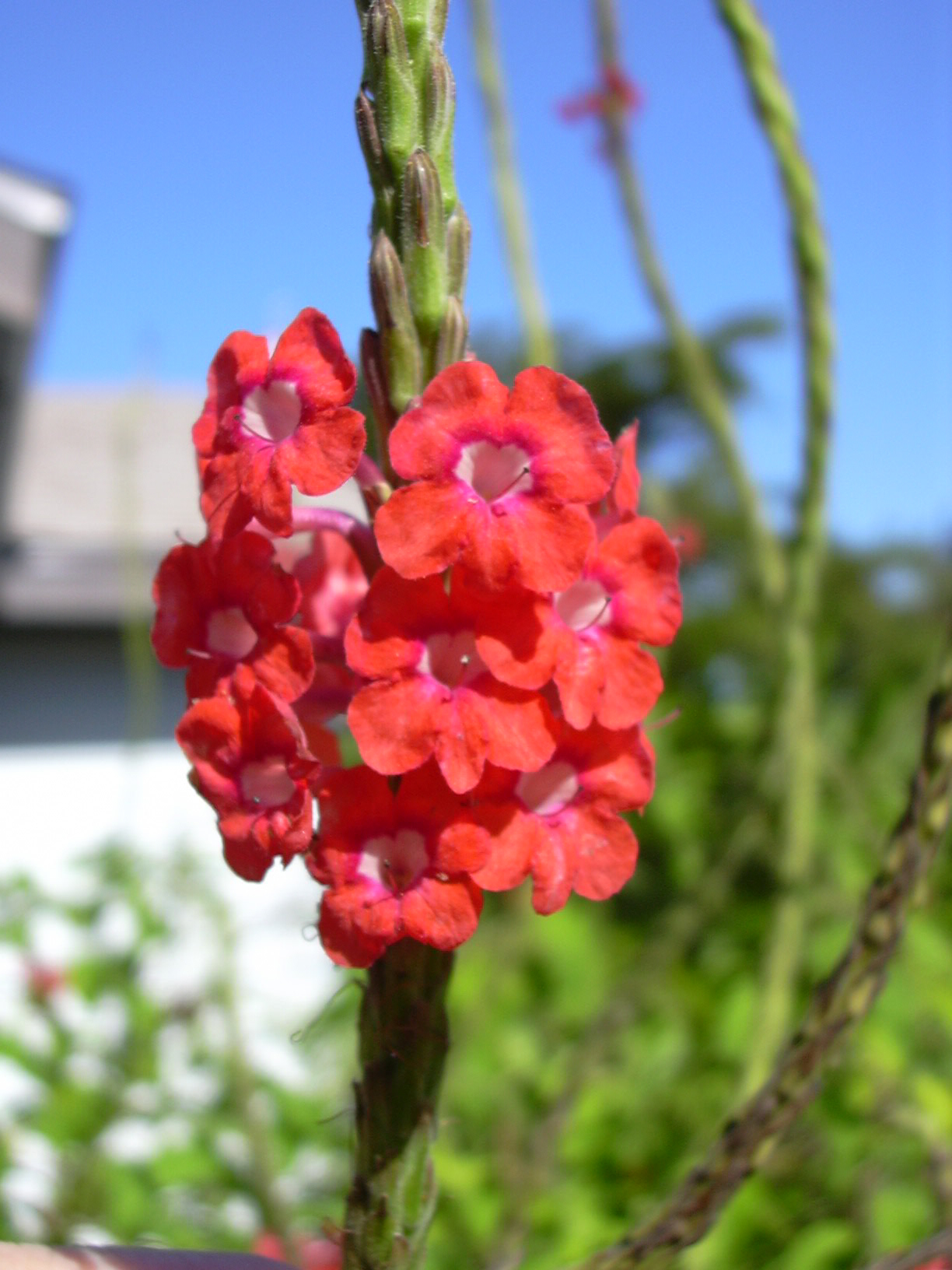
Květenství Stachytarpheta mutabilis
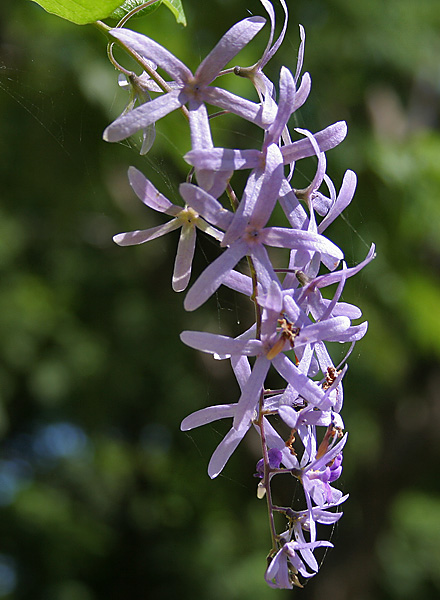
Květenství Petrea volubilis
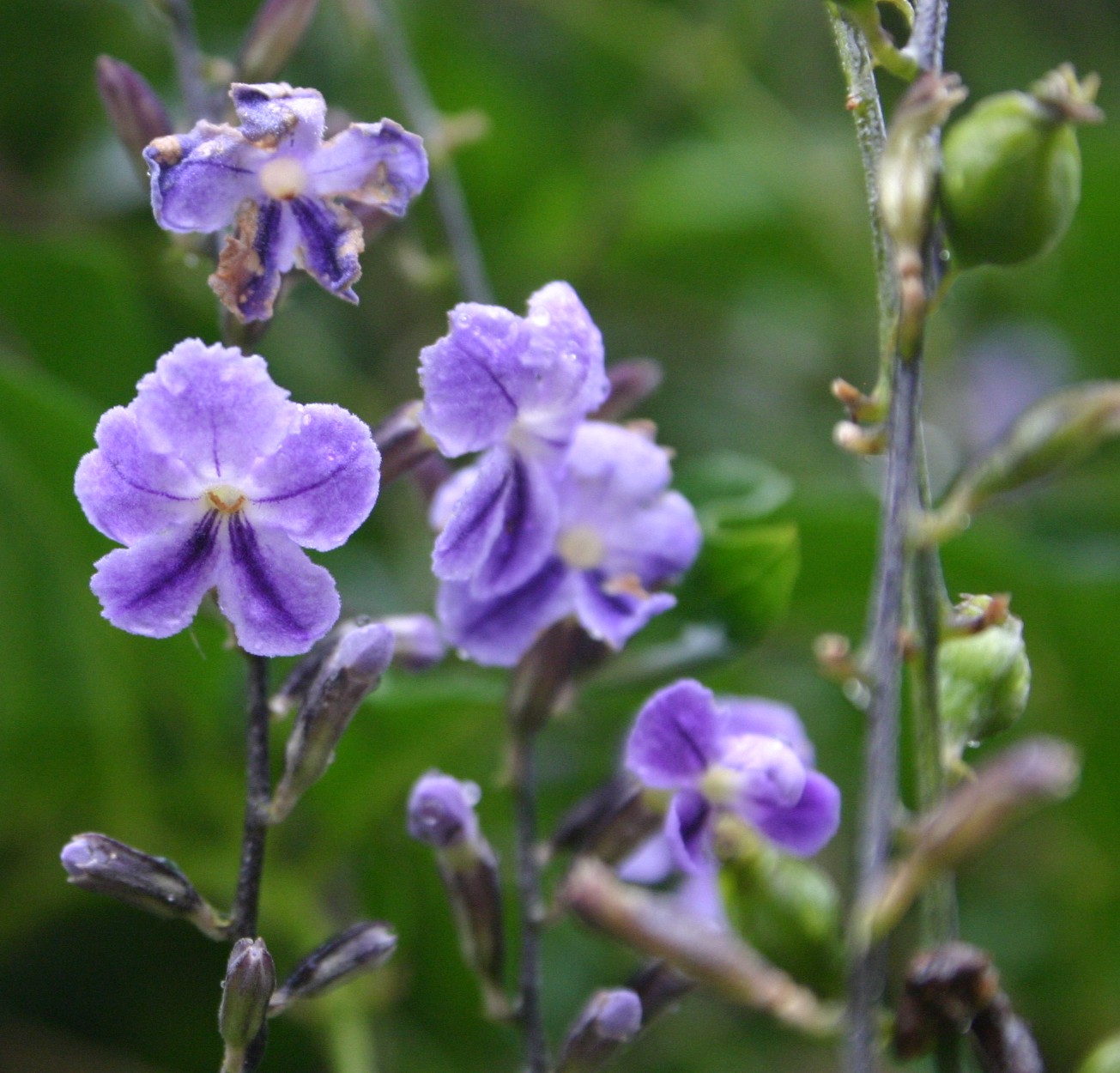
Duranta repens

## Přehled rodů
Acantholippia,
Aloysia (Xeroaloysia)
Bouchea,
Casselia,
Chascanum,
Citharexylum (včetně Baillonia)
Coelocarpum,
Diostea,
Diphyllocalyx,
Dipyrena,
Duranta,
Glandularia,
Hierobotana,
Isidroa,
Junellia (vč. Urbania)
Lampayo,
Lantana,
Lippia,
Mulguraea,
Nashia,
Neosparton,
Parodianthus,
Petrea (vč. Xolocotzia)
Phyla,
Pitraea,
Priva,
Recordia (vč. Verbenoxylum)
Rehdera,
Rhaphithamnus,
Stachytarpheta,
Tamonea,
Verbena (vč. Stylodon)